# Formica inequalis
Formica inequalis är en myrart som beskrevs av Lowne 1865. Formica inequalis ingår i släktet Formica och familjen myror. Inga underarter finns listade i Catalogue of Life.